# Карасевська сільська рада
Кара́севська сільська рада (рос. Карасевский сельский совет) — сільське поселення у складі Сафакулевського району Курганської області Росії.
Адміністративний центр та єдиний населений пункт — село Карасево.
Населення сільського поселення становить 353 особи (2017; 462 у 2010, 655 у 2002).